# Лоренц, Дитмар
Дитмар Лоренц (нем. Dietmar Lorenz, 23 сентября 1950, Лангенбух, Саксония, ГДР — 8 сентября 2021) — немецкий дзюдоист, олимпийский чемпион и бронзовый призёр 1980 года, двукратный бронзовый призёр чемпионатов мира, неоднократный чемпион Европы, многократный чемпион ГДР. Обладатель 7-го дана дзюдо. Первый немецкий чемпион олимпийских игр по дзюдо и единственный олимпийский чемпион по дзюдо от ГДР. Единственный дзюдоист полутяжёлого веса, которому удалось завоевать золотую олимпийскую награду в абсолютной весовой категории.

## Биография
Дитмар Лоренц родился в саксонской деревне Лангенбух, которая была включена в заново основанный тюрингенский район Шлейц в результате административной реформы 1952 года в ГДР. В детстве и юности занимался акробатикой, но зал акробатики закрылся из-за ветхости. Начал заниматься дзюдо в клубе Динамо-Шляйц только в 16 лет, в то время, когда учился на автомеханика в училище. В 1969 году стал пятым на чемпионате ГДР и перешёл в клуб Динамо-Хоппегартен, был зачислен в состав полиции со званием лейтенанта полиции.
В 1972 году стал бронзовым призёром чемпионата ГДР, а также бронзовым призёром турнира Swedish Open. В 1973 году победил на турнирах Jose Ramon Rodrigues в категории до 93 килограммов (в абсолюте был вторым) и Polish Open, был вторым на чемпионате ГДР, завоевал бронзу международного турнира в Потсдаме. В этом же году стал бронзовым призёром чемпионата мира и Европы. В 1974 году стал чемпионом ГДР в категории до 93 килограммов (в абсолюте был вторым), победил на турнире в Вене, был вторым на Tournoi de Paris, и привёз две бронзовые медали чемпионата Европы — в личном и командном первенствах. В 1975 году стал чемпионом ГДР как в полутяжёлом весе, так и в открытой категории, победил на Polish Open и турнире в Халле-Нойштадте, на турнирах в Тбилиси и Потсдаме был только третьим. В этом же году завоевал первое звание чемпиона Европы и бронзовую медаль чемпионата мира. В 1976 году победил в двух категориях на международном турнире в Улан-Баторе и так же в двух категориях победил на чемпионате ГДР.
Принимал участие на Олимпийских играх 1976 года, выступал в двух категориях. Борец, победивший во всех схватках группы выходил в финал. В «утешительных» схватках встречались те борцы, которые проиграли победителю группы начиная с четвертьфинала, и они боролись за бронзовые медали.
В категории до 93 кг боролись 32 дзюдоиста.
В 1/16 на третьей минуте победил удушающим приёмом (предплечьями со стороны головы без захвата одежды противника) бельгийца Роберта ван де Валле, в 1/8 подсечкой изнутри победил поляка Антония Ритера. В 1/4 был побеждён задней подножкой будущим чемпионом японцем Кадзухиро Ниномией. В утешительной встрече броском через бедро победил северокорейца Ан Ён Нама. Встреча за третье место закончилась вничью, но судьи отдали победу швейцарцу Юргу Рётлисбергеру, и Лоренц остался пятым. Интересно то, что в этом турнире Лоренц боролся с тремя будущими олимпийскими чемпионами: Кадзухиро Ниномией, который завоевал золото на этой олимпиаде, Рётлисбергер в 1980 году завоевал золотую медаль в категории ниже, Роберт ван де Валле в этой категории, а сам Лоренц стал чемпионом в открытой категории.
| Круг                    | Соперник            | Страна                                       | Итог      | С оценкой                           | Продолжительность |
| ----------------------- | ------------------- | -------------------------------------------- | --------- | ----------------------------------- | ----------------- |
| 1/16                    | Роберт ван де Валле | Бельгия                                      | Победа    | иппон (хадака-дзимэ)                | 2:37              |
| 1/8                     | Антони Ритер        | Польша                                       | Победа    | вадза-ари (ко-ути-гари)             | 6:00              |
| 1/4                     | Кадзухиро Ниномия   | Япония                                       | Поражение | вадза-ари (о-сото-гари)             | 6:00              |
| Утешительная встреча    | Ан Ён Нам           | Корейская Народно-Демократическая Республика | Победа    | вадза-ари авасэтэ иппон (цури госи) | 6:00              |
| Встреча за третье место | Юрг Рётлисбергер    | Швейцария                                    | Поражение | юсей гати                           | 8:00              |

Выступал на той же олимпиаде и в открытой (абсолютной) категории, где принимали участие 23 спортсмена. В первой схватке, закончившейся вничью, потерпел поражение по решению судей и выбыл из турнира.
| Круг | Соперник   | Страна  | Итог      | С оценкой | Продолжительность |
| ---- | ---------- | ------- | --------- | --------- | ----------------- |
| 1/16 | Имре Варга | Венгрия | Поражение | юсей гати | 8:00              |

В 1977 году одержал победу на клубном кубке Европы и турнире в Потсдаме, был вторым на турнире Hungaria Cup, третьим на ''Tournoi de Paris, стал чемпионом Германии в полутяжёлом весе и вторым в абсолютной категории. В этом же году подтвердил свой статус сильнейшего в Европе в полутяжёлом весе. В 1978 году собрал коллекцию золотых медалей: в двух категориях на чемпионате Европы, в двух категориях на чемпионате ГДР, на турнирах Dutch Open, Jigoro Kano Cup и Потсдаме. В 1979 году вновь не имел поражений на турнирах: клубном кубке Европы, чемпионате Германии в двух категориях, отборочном олимпийском турнире в Вене, международных турнирах в Берлине и Лейпциге. В 1980 году был первым на турнире в Тбилиси, вторым в Потсдаме, стал серебряным призёром чемпионата Европы. На чемпионате ГДР был третьим в категории до 95 килограммов и победил в абсолютной.
Перед Олимпийскими играми 1980 года был одним из фаворитом в категории до 95 килограммов.. В категории боролись 23 спортсмена, регламент был прежним. До четвертьфинала Лоренц продвигался легко, но в четвертьфинале встречался с ещё одним фаворитом Тенгизом Хубулури. Встреча закончилась вничью, но судьи отдали победу советскому дзюдоисту. В утешительных схватках Лоренц легко расправился с соперниками и завоевал бронзовую медаль олимпийских игр.
| Круг                    | Соперник            | Страна                                    | Итог      | С оценкой | Продолжительность |
| ----------------------- | ------------------- | ----------------------------------------- | --------- | --------- | ----------------- |
| 1/16                    | Элиас Кобти         | Сирия                                     | Победа    | иппон     | 0:58              |
| 1/8                     | Роберт Кёстенбергер | Австрия                                   | Победа    | юко       | 5:00              |
| 1/4                     | Тенгиз Хубулури     | Союз Советских Социалистических Республик | Поражение | юсей гати | 5:00              |
| Утешительная встреча    | Даниэль Раду        | Румыния                                   | Победа    | иппон     | 1:18              |
| Встреча за третье место | Хосе Торнес         | Куба                                      | Победа    | иппон     | 0:11              |

На Олимпийских играх в Москве принял также участие в соревнованиях в абсолютной категории. В соревнованиях приняли участие 21 спортсмен. В отсутствие явных фаворитов японцев Ясухиро Ямаситы и Сумио Эндо, рассматривался как один из претендентов на медали. После жеребьёвки выяснилось что более того, по существу в его группе для Лоренца не было никаких соперников, которые могли бы ему преградить путь в финал — три другие претендента Анджело Паризи, Роберт ван де Валле и Сергей Новиков попали в другую группу. Финальная схватка с Паризи была очень вязкой, оба спортсмена неоднократно наказывались за пассивность, но в итоге судьи отдали победу немецкому спортсмену и Дитмар Лоренц стал олимпийским чемпионом.
| Круг  | Соперник              | Страна         | Итог   | С оценкой | Продолжительность |
| ----- | --------------------- | -------------- | ------ | --------- | ----------------- |
| 1/8   | Павел Драгой          | Румыния        | Победа | иппон     | 0:57              |
| 1/4   | Дамбаджаан Мсенд-Ауиш | Монголия       | Победа | иппон     | 0:39              |
| 1/2   | Артур Мапп            | Великобритания | Победа | иппон     | 2:50              |
| Финал | Анджело Паризи        | Франция        | Победа | юсей-гати | 7:00              |

В том же году закончил карьеру как спортсмен, и перешёл на тренерскую работу в своём же клубе. Затем какое-то время был безработным, с 1990 года был тренером в Sportjugend Berlin e. V, с 1992 года работал социальным работником спортивного и молодёжного центра Берлин-Нойкёльн.
Он жил в Берлине, был женат, имел дочь.